# Geschiedenis van de wolf in Yellowstone

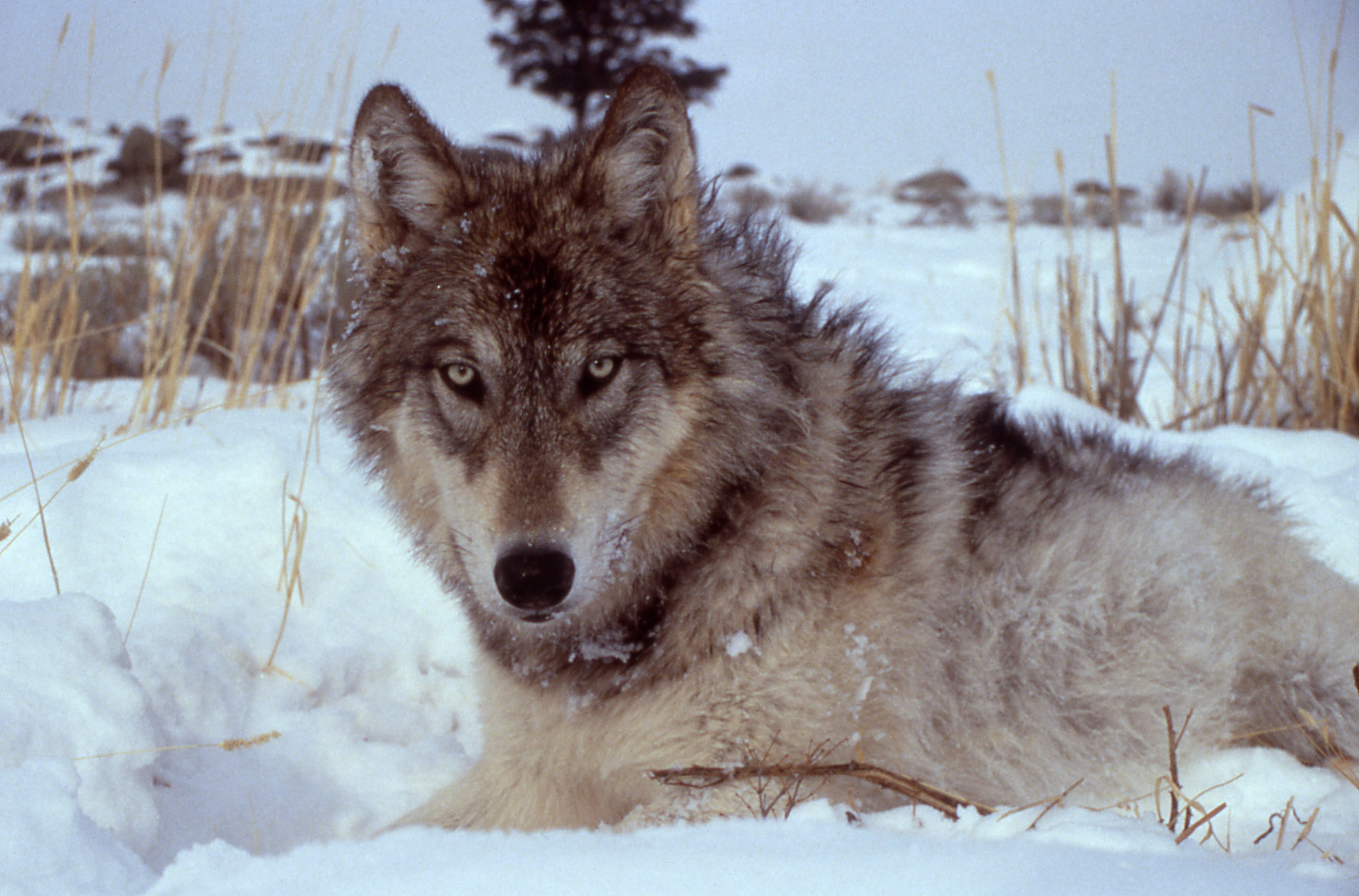
Wolf in Yellowstone

De geschiedenis van de wolf in Yellowstone is sterk verweven met de heersende ideeën over natuurbeheer in de Verenigde Staten. Bij de oprichting van het Yellowstone National Park liep de populatie van de wolf reeds terug in de staten Montana, Idaho en Wyoming. De aanwijzing van het gebied als nationaal park hield niet in dat de wolf of andere roofdieren beschermd werden. Hun aantal liep begin jaren 1900 sterk terug. De laatste wolven in het park werden gedood in 1926. Na deze tijd waren er nog sporadisch waarnemingen, maar duurzame populaties kwamen niet meer voor.
Vanaf de jaren 1940 wilde men de wolf herintroduceren, maar pas na het aannemen van de Endangered Species Act van 1973 kwam de weg naar legale herintroductie vrij. Het duurde nog tot 1995 vooraleer de eerste wolven uitgezet werden in de Lamar Valley.

## Uitroeiing
Bij de totstandkoming van het nationaal park in 1872 werd er geen wettelijke bescherming voor de dieren in het park afgesproken. Beheerders, stropers en toeristen konden willekeurig dieren doden. De wolf was een belangrijk slachtoffer omdat hij over het algemeen beschouwd werd als schadelijk en ongewenst, er werd gepoogd om het dier overal in de Verenigde Staten uit te roeien. In januari 1883 kwam er een wet die de meeste parkdieren beschermde, behalve wolven, coyotes, beren, poema's en kleine roofdieren.
Kort nadat in 1886 het Amerikaanse leger het park in beheer kreeg verbood kapitein Moses Harris de publieke jacht. Het leger nam het beheer van de roofdierpopulatie zelf ter hand. Volgens officiële gegevens is men pas in 1914 begonnen met het uitroeien van de wolf.
In 1907 was er onder politieke druk een uitroeiingsprogramma vastgesteld dat bedoeld was om vee te beschermen tegen roofdieren. Dit programma zorgde ervoor dat dat jaar alleen al 1800 wolven en 23.000 coyotes in Amerika werden gedood. Tegen 1926 waren alle wolven uitgeroeid in Yellowstone.

## Afwezigheid
Nadat de wolf uit het ecosysteem verwijderd was had de wapiti in het park de ruimte zich sterk uit te breiden. De grotere aantallen grote grazers leidden tot overbegrazing, wat ten kostte ging van een aantal soorten planten en bomen. Ook was er veel meer bodemerosie. Er werd besloten om het aantal wapiti's terug te brengen door ze af te schieten. Er werd ook voorgesteld om de wolf terug te brengen, maar de beheerders waren hier niet voor na alle moeite die gedaan was om het dier uit te roeien. In de jaren zestig constateerde men dat er nog maar weinig wapiti's waren overgebleven waarna besloten werd om de jacht te verbieden. Het aantal nam daarop snel toe en de problemen van erosie en overbegrazing staken weer de kop op.

## Herintroductie
In januari 1995 werden 14 wolven van verschillende roedels gevangen in het Nationaal park Jasper (Alberta, Canada). Deze wolven arriveerden in twee keer: acht wolven op 12 januari en nog eens zes op 20 januari. Ze werden eerst gevangen gehouden om te acclimatiseren op drie plaatsen in Crystal Creek, Rose Creek en Soda Butte Creek in de Lamar Valley, in het noordoosten van het park. Tussen 21 en 31 maart werden alle veertien wolven vrijgelaten. In januari 1996 werden nog eens zeventien wolven gevangen en in april van dat jaar uitgezet. Dit waren de laatste wolven die uitgezet werden. Er werd van uitgegaan dat deze wolven zich zouden voortplanten om zo grotere roedels te creëren.

### Status herintroductie
Het aantal wolven leek daarna terug te lopen, maar een aantal is vanuit het park naar gebieden in de omgeving getrokken.

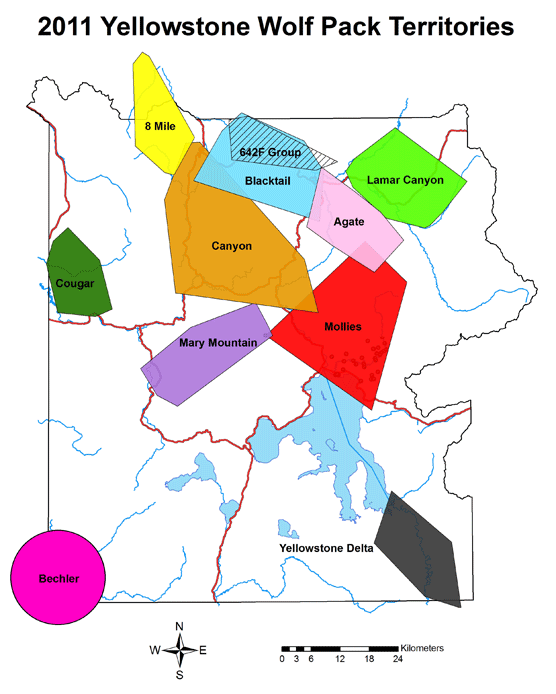
Territoria roedels in 2011

| Jaarlijkse status wolven (in december) | Jaarlijkse status wolven (in december) | Jaarlijkse status wolven (in december) | Jaarlijkse status wolven (in december) | Jaarlijkse status wolven (in december) |
| jaar                                   | Totaal aantal roedels                  | Totaal aantal wolven                   | Aantal overlevende pups                |                                        |
| -------------------------------------- | -------------------------------------- | -------------------------------------- | -------------------------------------- | -------------------------------------- |
| 1995*                                  | 3                                      | 21                                     | 9                                      |                                        |
| 1996*                                  | 9                                      | 51                                     | 14                                     |                                        |
| 1997*                                  | 9                                      | 86                                     | 49                                     |                                        |
| 1998*                                  | 11                                     | 112                                    | 36                                     |                                        |
| 1999*                                  | 11                                     | 118                                    | 38                                     |                                        |
| 2000                                   | 8                                      | 119                                    | 55-60                                  |                                        |
| 2001                                   | 10                                     | 132                                    | 43                                     |                                        |
| 2002                                   | 14                                     | 148                                    | 58                                     |                                        |
| 2003                                   | 13–14                                  | 174                                    | 59                                     |                                        |
| 2004                                   | 16                                     | 171                                    | 59                                     |                                        |
| 2005                                   | 13                                     | 118                                    | 22                                     |                                        |
| 2006                                   | 13                                     | 136                                    | 60                                     |                                        |
| 2007                                   | 11                                     | 171                                    | 64                                     |                                        |
| 2008                                   | 12                                     | 124                                    | 22                                     |                                        |
| 2009                                   | 14                                     | 96                                     | 23                                     |                                        |
| 2010                                   | 11                                     | 97                                     | 38                                     |                                        |
| 2011                                   | 10                                     | 98                                     | 34                                     |                                        |
| 2012                                   | 10                                     | 83                                     | 20                                     |                                        |
| 2013                                   | 10                                     | 95                                     | 41                                     |                                        |
| 2014                                   | 11                                     | 104                                    | 40                                     |                                        |
| 2015                                   | 10                                     | 98                                     | 35                                     |                                        |
| 2016                                   | 11                                     | 108                                    | 36                                     |                                        |

### Ecologische impact
Na de herintroductie van de wolf nam de populatie van de wapiti in omvang af. Er was vooraf voorspeld dat per wolf per jaar gemiddeld twaalf wapiti's tot prooi zouden dienen. Dat bleek te laag zijn geschat, het zouden er zo'n tweeëntwintig zijn. Door de aanwezigheid van de jagende wolf veranderde het gedrag van de wapiti die nu altijd op zijn hoede is en niet meer lang op eenzelfde plaats verblijft. De afname van wapiti's had wederom impact op de flora, vooral wilgen en populieren voeren er wel bij. De beverpopulatie kon toenemen doordat de wapiti's de oevers van de rivieren niet meer kaal vraten. Hierdoor konden bevers meer bomen vellen voor hun beverburcht. In 2001 was er slechts één beverkolonie in Yellowstone maar in 2011 waren dit er al negen. De toename van het aantal beverdammen heeft invloed op het ecosysteem van Yellowstone. Het leidt tot betere paaigrond voor vissen, en ook het aantal watervogels is gegroeid.
De hernieuwde aanwezigheid van de wolf leidde tot een slachting onder de coyotes. Het aantal daalde in twee jaar met 50%. De coyotes zijn nu meer op hun hoede en vermijden het jagen in de open weiden omdat ze grote kans lopen te worden gedood als een wolf hen daar opmerkt. Ze zijn echter in het voordeel in hellend gebied. Als een wolf daar achter hen aankomt leiden ze hem eerst bergaf en draaien zich dan snel om. Omdat een wolf zwaarder is kan hij de coyote bergop niet bijhouden. Als coyotes met meerdere dieren tegelijk aanwezig zijn vallen ze soms een wolf aan. Beide soorten zullen elkaars jongen doden als ze de kans krijgen. De terugval van het aantal coyotes is in het voordeel van de gaffelbok. Dat dier werd met uitsterven bedreigd doordat de coyotes hun jongen opaten. De verandering van jachtterrein door de coyotes gaf de gaffelbok meer rust. Dit snelle hoefdier is geen prooi voor de wolf en hun kalfjes zijn te klein om als voedselbron voor dat dier belangrijk te zijn. Hun aantal kon hierdoor gestaag toenemen. Door vermindering van het aantal coyotes heeft ook de vos meer ruimte gekregen.
Dieren die gedood worden door wolven worden nooit helemaal door hen opgegeten zodat veel aaseters volop profiteren van hun aanwezigheid.

### Niet langer bedreigd
Doordat de populaties in de staten Montana, Idaho en Wyoming zich herstelden wordt de status van de wolf in dit gebied niet langer als bedreigd beschouwd door de United States Fish and Wildlife Service. Door deze statusverandering mocht er in 2009 in Montana opnieuw op de dieren gejaagd worden met vastgelegde quota. Alleen wolven buiten de parkgrenzen mogen bejaagd worden. In het park horen ze veilig te zijn.